# Haplofaza

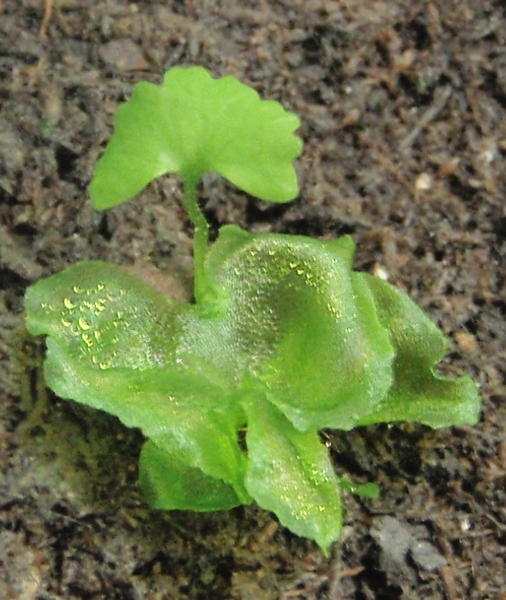
Gametofit Onoclea sensibilis to roślina w fazie haploidalnej

Haplofaza – faza generatywna w cyklu życiowym organizmu. W stadium tym komórki są haploidalne. Haplofaza może być ograniczona do gamet, jak ma to miejsce u zwierząt. U roślin z przemianą pokoleń rośliny haplofaza odpowiada okresowi istnienia gametofitu.